# Comuna Rîhta, Camenița
Rîhta (în ucraineană Рихта) este o comună în raionul Camenița, regiunea Hmelnîțkîi, Ucraina, formată din satele Liskivți și Rîhta (reședința).

## Demografie
Componența lingvistică a comunei Rîhta
     Ucraineană (99,18%)
     Alte limbi (0,74%)
Conform recensământului din 2001, majoritatea populației comunei Rîhta era vorbitoare de ucraineană (99,18%), existând în minoritate și vorbitori de alte limbi.